# Alouette du Namaland
Certhilauda subcoronata
Espèce
Répartition géographique
Statut de conservation UICN

 LC  : Préoccupation mineure
L’Alouette du Namaland (Certhilauda subcoronata) est une espèce de passereaux de la famille des Alaudidae.

## Répartition et sous-espèces
Selon la classification de référence du Congrès ornithologique international (15.1, 2025) elle se répartit en quatre sous-espèces (ordre phylogénique) du nord au sud :
- C. s. damarensis (Sharpe, 1904) ;
- C. s. bradshawi (Sharpe, 1904) ;
- C. s. subcoronata Smith, 1843 ;
- C. s. gilli Roberts, 1936 .

## Systématique
Le nom valide complet (avec auteur) de ce taxon est Certhilauda subcoronata A. Smith, 1843.